# نادیه بشولی
نادیه بشولی (اوکراینی: Надія Бешевлі؛ زادهٔ ۸ فوریهٔ ۱۹۸۲) ورزشکار ورزش شنا اهل اوکراین است.